# Tomma Abts
Tomma Abts (Kiel, Alemanya, 1967) és una pintora alemanya.
Estudià del 1989 al 1995 a la Hochschule der Künste a Berlín. Des del 1995 viu i treballa a Londres.
L'any 2004 guanyà el premi "The Paul Hamlyn Award for Visual Arts". El 4 de desembre de 2006 obtingué el premi d'art britànic més important, el Turner Prize; gràcies a les exposicions al Kunsthalle Basel -un museu d'art contemporani de Basilea (Suïssa)- i a la galeria Greengrassi de Londres.
Les seves pintures tenen sempre el mateix format, 48 per 38 cm, i generalment treballa amb acrílic i oli. Les obres, fetes amb motius geomètrics que es repeteixen, són titulades seguint un llistat alfabètic de noms de persona en alemany.